# Кинг, Альберт (баскетболист)
Альберт Кинг (англ. Albert King; родился 17 декабря 1959 года, Бруклин, Нью-Йорк, США) — американский профессиональный баскетболист, младший брат члена Зала славы баскетбола Бернарда Кинга.

## Ранние годы
Альберт Кинг родился в Бруклине, самом густонаселённом боро Нью-Йорка, учился в Бруклинской школе Форт-Гамильтон, в которой играл за местную баскетбольную команду. В 1981 году закончил Мэрилендский университет в Колледж-Парке, где в течение четырёх лет играл за команду «Мэриленд Террапинс», в которой провёл успешную карьеру, набрав в итоге 2058 очков и 715 подборов, к тому же один раз помог выиграть своей команде регулярный чемпионат конференции Атлантического Побережья (1980) и два раза выводил свою команду в плей-офф (1/16 финала) студенческого чемпионата NCAA (1980—1981).

## Баскетбольная карьера
Играл на позиции лёгкого форварда и атакующего защитника. В 1981 году был выбран на драфте НБА под 10-м номером командой «Нью-Джерси Нетс». Позже выступал за команды «Филадельфия-76», «Сан-Антонио Спёрс», «Филадельфия-76», «Филипс Милан», «Олбани Пэтрунс» (КБА) и «Вашингтон Буллетс». Всего в НБА провёл 9 сезонов. В 1977 году стал лучшим баскетболистом среди учащихся старшей школы. В 1980 году признавался баскетболистом года среди студентов конференции Atlantic Coast, включался во 2-ю всеамериканскую сборную NCAA, а также дважды его фотографию помещали на обложку еженедельного журнала Sports Illustrated. Всего за карьеру в НБА сыграл 534 игры, в которых набрал 6470 очков (в среднем 12,1 за игру), сделал 2262 подбора, 1171 передачу, 452 перехвата и 196 блок-шотов.
Свои лучшие годы в качестве игрока НБА Кинг провёл в «Нетс», в рядах которых он выступал на протяжении шести сезонов (1981—1987). Самым лучшим в его карьере был сезон 1982/1983 годов, в котором он сыграл в 79 играх, набирая в среднем за матч 17,0 очка и делая 5,8 подбора и 3,7 передачи.
Концовку сезона 1988/1989 годов Кинг провёл в Италии, подписав контракт с миланской «Олимпией», где он должен был заменить получившего травму Билла Мартина. В Милане он сыграл в последних двух матчах регулярного сезона и в 12 играх в плей-офф, его партнёрами по команде были такие опытные игроки, как Боб Макаду, Майк Д’Антони и Дино Менегин. Кинг внёс существенный вклад в завоевание своей командой чемпионского титула, забив 22 очка в очень спорной последней игре финала.

## Статистика

### Статистика в НБА
| Сезон                                                                                    | Команда     | Регулярный сезон | Регулярный сезон | Регулярный сезон | Регулярный сезон | Регулярный сезон | Регулярный сезон | Регулярный сезон | Регулярный сезон | Регулярный сезон | Регулярный сезон | Регулярный сезон | Серия плей-офф | Серия плей-офф | Серия плей-офф | Серия плей-офф | Серия плей-офф | Серия плей-офф | Серия плей-офф | Серия плей-офф | Серия плей-офф | Серия плей-офф | Серия плей-офф |
| Сезон                                                                                    | Команда     | GP               | GS               | MPG              | FG%              | 3P%              | FT%              | RPG              | APG              | SPG              | BPG              | PPG              | GP             | GS             | MPG            | FG%            | 3P%            | FT%            | RPG            | APG            | SPG            | BPG            | PPG            |
| ---------------------------------------------------------------------------------------- | ----------- | ---------------- | ---------------- | ---------------- | ---------------- | ---------------- | ---------------- | ---------------- | ---------------- | ---------------- | ---------------- | ---------------- | -------------- | -------------- | -------------- | -------------- | -------------- | -------------- | -------------- | -------------- | -------------- | -------------- | -------------- |
| 1981/82                                                                                  | Нью-Джерси  | 76               | 52               | 22,3             | 48,2             | 23,1             | 77,8             | 4,1              | 1,9              | 0,8              | 0,5              | 12,1             | 2              | 0              | 29,0           | 54,5           | -              | 80,0           | 4,0            | 3,0            | 2,5            | 0,5            | 20,0           |
| 1982/83                                                                                  | Нью-Джерси  | 79               | 75               | 31,0             | 47,5             | 26,1             | 77,5             | 5,8              | 3,7              | 1,2              | 0,5              | 17,0             | 2              | 0              | 34,0           | 47,4           | 50,0           | 83,3           | 4,0            | 1,5            | 1,0            | 0,0            | 21,0           |
| 1983/84                                                                                  | Нью-Джерси  | 79               | 53               | 26,6             | 49,2             | 13,6             | 78,6             | 4,9              | 2,6              | 1,2              | 0,4              | 14,7             | 11             | 0              | 26,8           | 41,4           | 0,0            | 69,6           | 5,3            | 2,3            | 0,9            | 0,4            | 12,5           |
| 1984/85                                                                                  | Нью-Джерси  | 42               | 7                | 20,5             | 49,1             | 0,0              | 81,7             | 3,8              | 1,4              | 1,0              | 0,2              | 12,8             | 3              | 3              | 35,0           | 49,1           | 100,0          | 69,2           | 7,7            | 1,7            | 2,3            | 0,7            | 22,0           |
| 1985/86                                                                                  | Нью-Джерси  | 73               | 69               | 27,4             | 45,6             | 17,4             | 82,3             | 5,0              | 2,5              | 0,8              | 0,3              | 14,3             | 3              | 3              | 32,7           | 42,9           | 25,0           | 100,0          | 4,3            | 3,3            | 0,7            | 0,3            | 13,7           |
| 1986/87                                                                                  | Нью-Джерси  | 61               | 15               | 21,2             | 42,6             | 40,6             | 81,0             | 3,5              | 1,7              | 0,6              | 0,5              | 9,5              | Не участвовал  | Не участвовал  | Не участвовал  | Не участвовал  | Не участвовал  | Не участвовал  | Не участвовал  | Не участвовал  | Не участвовал  | Не участвовал  | Не участвовал  |
| 1987/88                                                                                  | Филадельфия | 72               | 44               | 22,1             | 39,1             | 34,7             | 75,7             | 3,0              | 1,5              | 0,5              | 0,3              | 7,2              | Не участвовал  | Не участвовал  | Не участвовал  | Не участвовал  | Не участвовал  | Не участвовал  | Не участвовал  | Не участвовал  | Не участвовал  | Не участвовал  | Не участвовал  |
| 1988/89                                                                                  | Сан-Антонио | 46               | 11               | 17,2             | 43,1             | 25,0             | 77,1             | 3,0              | 1,7              | 0,6              | 0,2              | 7,1              | Не участвовал  | Не участвовал  | Не участвовал  | Не участвовал  | Не участвовал  | Не участвовал  | Не участвовал  | Не участвовал  | Не участвовал  | Не участвовал  | Не участвовал  |
| 1991/92                                                                                  | Вашингтон   | 6                | 0                | 9,8              | 36,7             | 28,6             | 87,5             | 1,8              | 0,8              | 0,5              | 0,0              | 5,2              | Не участвовал  | Не участвовал  | Не участвовал  | Не участвовал  | Не участвовал  | Не участвовал  | Не участвовал  | Не участвовал  | Не участвовал  | Не участвовал  | Не участвовал  |
|                                                                                          | Всего       | 534              | 326              | 24,0             | 46,1             | 26,8             | 79,1             | 4,2              | 2,2              | 0,8              | 0,4              | 12,1             | 21             | 6              | 29,7           | 45,3           | 33,3           | 73,0           | 5,2            | 2,3            | 1,2            | 0,4            | 15,6           |
| Наведите курсор мыши на аббревиатуры в заголовке таблицы, чтобы прочесть их расшифровку. |             |                  |                  |                  |                  |                  |                  |                  |                  |                  |                  |                  |                |                |                |                |                |                |                |                |                |                |                |